# جبل القاعد
جبل القاعد؛ هو جبل يبعد مسافة 35 كم شمال مدينة حائل الواقعة في المملكة العربية السعودية.

## الآثار التاريخية
تنتشر في سفح الجبل بعض الرسوم الصخرية البشرية والحيوانية. كما يحتوي على ثمانية مواقع أثرية تشتمل على مجموعة من النقوش العربية الشمالية القديمة (الثمودية) يبلغ عددها 83 نقشًا جميعها من نقوش الذكريات ما عدا واحدًا فقط يتحدث عن قيام شخص يدعى (قبص) باقترافه جريمة قتل شخص دعاه في متن النقش باسم (يشرح).